# Matías Almeyda
Matías Jesús Almeyda (ur. 21 grudnia 1973 w Azul) – argentyński trener i piłkarz grający jako defensywny pomocnik. Obecnie pełni funkcję trenera klubu Sevilla FC.

## Kariera piłkarska
Jest wychowankiem River Plate, w pierwszym zespole debiutował pod koniec 1992 roku. Zanim w 1996 przeniósł się do Sevilli, zdobył z River Plate puchar Copa Libertadores oraz trzy mistrzostwa Argentyny. Po roku gry dla hiszpańskiego zespołu, opuścił klub na rzecz S.S. Lazio. W trakcie gry dla rzymskiego klubu zdobył z nim Puchar Zdobywców Pucharów w 1999 roku, a rok później został mistrzem Włoch. W 2000 roku, w ramach rozliczenia za Hernána Crespo, odszedł do Parmy. Dwa lata później został zawodnikiem mediolańskiego Interu. Pod koniec 2004 podpisał kontrakt z Brescią Calcio, ale nie zagrzał tam na długo miejsca, podobnie jak i w Quilmes Atlético Club i Lyn Fotball. W połowie 2009 roku ponownie został zawodnikiem River Plate, w którego barwach grał do zakończenia kariery piłkarskiej.

## Kariera reprezentacyjna
W reprezentacji narodowej debiutował w 1996, w spotkaniu przeciwko Boliwii, krótko przez Igrzyskami Olimpijskimi w Atlancie, na których zdobył srebrny medal. Dwa lata później był członkiem kadry Albicelestes na Mistrzostwa Świata 1998, z którą osiągnął ćwierćfinał. W 2002 roku, trener Marcelo Bielsa powołał go do kadry na Mundial w Korei i Japonii. W trakcie turnieju rozegrał tylko jedno spotkanie, w ostatnim meczu grupowym spotkaniu przeciwko Szwecji (1-1).
Łączenie dla reprezentacji Argentyny rozegrał 40 spotkań i zdobył jednego gola.. 

## Kariera trenerska
Pierwszym prowadzonym przez Almeydę klubem było River Plate, z którym zdobył mistrzostwo Primera B Nacional, powracając z klubem do najwyższej klasy rozgrywkowej. Sukces ten udało mu się powtórzyć w Banfildzie, którego trenerem był przez dwa lata. Swoje największe sukcesy szkoleniowe świętował z meksykańską Gudalajarą, zdobywając z klubem jedno mistrzostwo, dwa krajowe puchar oraz Ligę Mistrzów CONCACAF.
Od 1 stycznia 2019, Argentyńczyk jest trenerem San Jose Earthquakes.

## Sukcesy

### Piłkarskie

#### Klubowe
River Plate
- Primera División: 1993 Apertura, 1994 Apertura, 1996 Apertura
- Copa Libertadores: 1996

Lazio
- Serie A: 1999–2000
- Puchar Włoch: 1997–98, 1999–2000
- Superpuchar Włoch: 1998
- Puchar Zdobywców Pucharów: 1998–99
- Superpuchar Europy: 1999

Parma
- Puchar Włoch: 2001–02

#### Reprezentacyjne
Argentyna
- Srebrny medal Igrzysk Olimpijskich: 1996

### Trenerskie
River Plate
- Primera B Nacional: 2011–12

Banfield
- Primera B Nacional: 2013–14

Guadalajara
- Liga MX: Clausura 2017
- Copa MX: Apertura 2015, Clausura 2017
- Supercopa MX: 2016
- Liga Mistrzów CONCACAF: 2018

#### Indywidualne
- Trener roku Liga MX: 2016–17